# Aleandro Rosi
Aleandro Rosi (ur. 17 maja 1987 w Rzymie) – piłkarz włoski grający na pozycji bocznego pomocnika.

## Kariera klubowa
Rosi jest rodowitym rzymianinem. Zanim trafił do swojego obecnego klubu AS Roma, do 1999 roku terminował w szkółce odwiecznego rywala Romy, S.S. Lazio. Od 13 roku życia Rosi jest jednak piłkarzem "giallo-rossich". Przechodził przez wszystkie szczeble juniorskie a w 2004 roku trafił do kadry pierwszego zespołu rzymskiego klubu. 29 maja 2005 Rosi zadebiutował w Serie A za kadencji trenera Bruno Contiego w zremisowanym w Rzymie 0:0 meczu z Chievo Werona (w 88. minucie zmienił Daniele Corvię). Był to wówczas jego jedyny mecz w słabym sezonie Romy (zajęła 8. miejsce w lidze). Dopiero w sezonie 2005/2006 Rosi częściej wybiegał na boisko. Łącznie zagrał w 17 ligowych meczach Romy oraz 2 w Pucharze UEFA. Roma zajęła 5. miejsce w Serie A, ale po korekcji tabeli związanej z korupcją we włoskim futbolu ostatecznie została wicemistrzem kraju. W sezonie 2006/2007 trener Romy Luciano Spalletti pomimo młodego wieku Aleandro, wystawiał go coraz częściej w składzie. 24 września Rosi zdobył swoją premierową bramkę w Serie A w zwycięskim 4:0 wyjazdowym meczu z Parmą. W 2007 roku został wicemistrzem Włoch, a latem został wypożyczony do drugoligowego Chievo Werona. Rozegrał dla niego 15 spotkań, po czym również na zasadzie wypożyczenia trafił do AS Livorno Calcio. Od 2009 roku piłkarz Sieny, z którą w sezonie 2009/2010 spadł do Serie B. Po zakończeniu rozgrywek Rosi wrócił do Romy.
| Sezon   | Klub       | Kraj   | Rozgrywki | Mecze | Bramki |
| ------- | ---------- | ------ | --------- | ----- | ------ |
| 2004/05 | AS Roma    | Włochy | Serie A   | 1     | 0      |
| 2005/06 | AS Roma    | Włochy | Serie A   | 17    | 0      |
| 2006/07 | AS Roma    | Włochy | Serie A   | 19    | 2      |
| 2007/08 | Chievo     | Włochy | Serie B   | 16    | 0      |
| 2008/09 | Livorno    | Włochy | Serie B   | 37    | 0      |
| 2009/10 | Siena      | Włochy | Serie A   | 29    | 1      |
| 2010/11 | AS Roma    | Włochy | Serie A   | 16    | 1      |
| 2011/12 | AS Roma    | Włochy | Serie A   | 21    | 0      |
| 2012/13 | Parma F.C. | Włochy | Serie A   | 26    | 3      |

## Kariera reprezentacyjna
Rosi ma za sobą występy w młodzieżowych reprezentacjach Włoch. Na razie ma za sobą występy w kadrze w kategorii Under-19, a na początku sezonu 2006/07 otrzymał 2 powołania do kadry Under-21, prowadzonej przez Pierluigi Casiraghiego.